# ユーリー・ヤロスラヴィチ (トゥーロフ公)
ユーリー・ヤロスラヴィチ（ロシア語: Юрий Ярославич、1112年以前 - 1168年頃）は、キエフ大公スヴャトポルク2世の孫、ヤロスラフ・スヴャトポルコヴィチの子にあたる人物である。ピンスク公（在位：1142年頃 - 1148年、1154年 - 1157年）。トゥーロフ公（在位：1148/9年 - 1150年、1151年 - 1154年、1157年 - 1168年）（トゥーロフ・ピンスク公：1157年 - 1167年以降）。

## 生涯
1157年、キエフ大公ユーリー1世（ユーリー・ドルゴルーキー）が、トゥーロフ公位にあった自分の子のボリスに変えて、ユーリーにトゥーロフ公国を任せた。ユーリー1世はこの年のうちに死去し、翌年、新たなキエフ大公のイジャスラフ3世が、トゥーロフからユーリーを追い出そうと画策した。しかしこの試みは失敗に終わり、イジャスラフは策の再考を余儀なくされた。1160年、イジャスラフはムスチスラフと連携して、トゥーロフを包囲した。しかし都市を落とせず、今回もユーリーを放逐することはできなかった。1162年、ユーリーは次のキエフ大公となったロスチスラフ1世と講和を結んだ。
年代記における、ユーリーに関する最後の記録は1167年の記述である。また、ユーリーは、トゥーロフ・ピンスク公家の祖となった。

## 妻子
妻はグロドノ公フセヴォロドの娘アンナ。また、子には以下の人物がいる。
- イヴァン - トゥーロフ公。
- スヴャトポルク - ピンスク公（1168年 - ?）、トゥーロフ公（1170年以降 - ?）。
- ヤロスラフ - クレツク公（1168年 - ?）、ピンスク公（1183年）。
- グレプ（ミハイル） - ドゥブロヴィツァ公（1168年 - 1190年）、トゥーロフ公（1190年 - 1195年）。
- ヤロポルク - グロドノ公（1168年 - ?）、ピンスク公（1190年）。
- アンナ(ru) - キエフ大公リューリク2世と結婚[1]。
- マルフリダ - ルーツク公フセヴォロドと結婚。